# Перм'яки (Орічівський район)
Перм'яки́ (рос. Пермяки) — присілок у складі Орічівського району Кіровської області, Росія. Входить до складу Пищальського сільського поселення.
Населення становить 7 осіб (2010, 11 у 2002).
Національний склад станом на 2002 рік — росіяни 100 %.